# Oligorhynchocyon songwensis
L'oligorincocione (Oligorhynchocyon songwensis) è un mammifero estinto, appartenente ai macroscelidi. Visse nell'Oligocene superiore (circa 26-25 milioni di anni fa) e i suoi resti fossili sono stati ritrovati in Africa. 

## Descrizione
Nonostante la sua antichità, questo animale doveva essere molto simile agli odierni toporagni elefante del genere Rhynchocyon. Le dimensioni dovevano ricadere in un range tra quelle degli attuali Nasilio e Petrodromus. I molari e i premolari erano più grandi e allungati rispetto a quelli degli antichi Herodotius e Metoldobotes, ed erano privi delle fossette tipiche di Myohyrax. Oligorhynchocyon possedeva denti più brachidonti (a corona bassa) rispetto a quelli di Mylomygale, Pronasilio e dell'odierno Rhynchocyon. Si distingueva da Miorhynchocyon per l'assenza del cingulide anterobuccale sul quarto premolare inferiore e per la presenza di una cristide obliqua più debole, che andava a intersecare la parete del trigonide inferiore in una posizione più vicina al metaconide.

## Classificazione
Oligorhynchocyon è un rappresentante arcaico dei rincocionidi, o rincocionini, un gruppo di macroscelidi attualmente rappresentati dal genere Rhynchocyon.
Oligorhynchocyon songwensis venne descritto per la prima volta nel 2021, sulla base di resti fossili ritrovati nella regione di Mbeya in Tanzania sudoccidentale, nella formazione Nsungwe, in terreni risalenti alla fine dell'Oligocene. 